# Dystrykt Tamale
Okręg Miejski Tamale jest miastem i zarazem dystryktem w Regionie Północnym w Ghanie. Zajmuje powierzchnię 731 km², populacja w roku 2002 wynosiła 293879 mieszkańców.